# Thinkin Bout You (canção de Ciara)
"Thinkin Bout You" é uma canção da cantora norte-americana Ciara lançada como quarto single de seu sétimo álbum Beauty Marks,  juntamente com seu videoclipe e a pré venda do álbum em 29 de Março de 2019. Foi escrita por Ciara, Ester Dean, Marc Sibley, Nathan Cunningham e produzida por Space Primates.

## Videoclipe
O videoclipe foi dirigido por Hannah Lux Davis 
que também dirigiu outros videoclipes de Ciara como I'm Oute "I Bet" e coreografado por Brian Friedman.

## Apresentação ao Vivo
Thinkin Bout You foi apresentada pela primeira vez no New Orleans Jazz & Heritage Festival e depois no
Billboard Music Awards em 1º de Maio.

## Faixas e formatos
| Download Digital |                    |         |  |
| N.º              | Título             | Duração |  |
| 1.               | "Thinkin Bout You" | 3:48    |  |